# Savoraim
1. Zugot
2. Tannaim
3. Amoraim
4. Savoraim
5. Gaonim
6. Rishonim
7. Acharonim

Un Savora (Aramaico: סבורא, "un ragionatore", plur. Savora'im, Sabora'im, סבוראים) è un termine usato nella Legge e storia ebraici per indicare una delle autorità rabbiniche vissuta dalla fine dell'era degli Amoraim (circa anno 500) fino all'inizio di quella dei Gaonim (circa anno 700). Come gruppo, ci si riferisce a loro come Rabbeinu Sevorai o Rabanan Saborai e hanno avuto un ruolo molto importante nel dare al Talmud la sua struttura attuale.  Studiosi moderni vi si riferiscono anche col termine plurale ebraico Stammaim ("fonti vaghe e non attribuite") per gli autori di scritti non attribuiti nella Ghemara.